# Norður-Þingeyjarsýsla

Norður-Þingeyjarsýsla

Die Norður-Þingeyjarsýsla ist ein Bezirk im Norden Islands.
Im Südwesten grenzt die Suður-Þingeyjarsýsla und im Südosten die Norður-Múlasýsla an diesen Bezirk. Die größten Ortschaften sind Kópasker, Raufarhöfn und Þórshöfn. Diese liegen alle an der Küste.  
Die Austur-Húnavatnssýsla liegt im Wahlkreis Norðausturkjördæmi.